# 興良親王
興良親王（おきよししんのう / おきなが - 、嘉暦2年（1327年）？ - 没年不詳）は、南北朝時代の南朝の皇族。後醍醐天皇の孫にして、大塔宮護良親王の王子。母は権大納言北畠師重の女（親房の妹）である。南朝から征夷大将軍に任じられ、大塔若宮・兵部卿若宮・宮将軍・赤松宮と号した。名は陸良とも。
名前の読みが二種類あることについては、後醍醐天皇の皇子名の読みを参照。

## 経歴
延元元年/建武3年（1336年）建武政権が崩壊すると、後醍醐天皇に供奉して山門の指揮官を務めたが、8月八幡山（京都府八幡市）に移り、11月には和泉巻尾山（大阪府和泉市）に拠って紀伊粉河寺へ兵力を求めた。やがて後醍醐天皇の猶子となって親王宣下を受け、次の後村上天皇が践祚すると程なく征夷大将軍に補任された。時に東国では常陸合戦の最中であり、その在地武士の結集を図る必要性から、興国2年/暦応4年（1341年）夏に常陸国に下向して小田城の北畠親房に迎え入れられた。同年11月城主小田治久が武家方へ降ったため、春日顕時に奉じられて大宝城に移るも、戦況が好転しない下での籠城を余儀なくされ続け、興国4年/康永2年（1343年）春には小山城に移り、11月に本拠の関城・大宝城が陥落すると西走した。翌年（1344年）頃には駿河安倍城の狩野貞長の許に逗留していたとみられる。
吉野へ戻った後は再び和泉に現れ、正平3年/貞和4年（1348年）1月四條畷の敗戦の際には、諸将を招集してその善後策を講じるも奏功せず、正平6年/観応2年（1351年）7月南朝に帰順した赤松則祐に奉じられ、播磨周辺諸国における宮方の中核勢力になった。翌年（1352年）則祐が変心した後は京都に送られて幽閉されたが、やがて但馬の本庄･波多野氏ら南朝勢により救出されて高山寺城（兵庫県丹波市）に入り、但馬･丹波両国を制した。さらに山陽道に進出し、摂津甲山（兵庫県西宮市）で則祐と交戦するも、本庄氏の戦死で宮方軍は敗れ、興良も河内に落ち延びたという。その後しばらく天皇の許に留め置かれたが、正平15年/延文5年（1360年）4月、南朝に帰順した赤松氏範を配下に吉野十八郷の兵が与えられると、興良は氏範と共に将軍足利義詮に通じて銀嵩（銀峯山）で反旗を翻し、南朝の賀名生行宮を攻撃して御所宿舎を軒並み焼き払った。南朝では二条前関白（教基か）を大将軍としてこれに抗戦させたため、興良の兵は離散し、興良も氏範により南都へ落ち延びさせられたというが、以後の消息は明らかでない。
興良の墓と伝えるものには、兵庫県姫路市香寺町須加院にある親王塚（北緯34度54分14.5秒 東経134度42分13.5秒 / 北緯34.904028度 東経134.703750度）や奈良県野迫川村北股にある田村塚（将軍塚）などが知られている。

## 俗説
『桜雲記』『信濃宮伝』を始めとする近世俗書では、興良親王は宗良親王の王子（母は狩野貞長の女・京極局）とされ、護良親王王子の陸良親王とは別人に扱われている。それらの記すところによれば、興良は駿河の狩野貞長の家に生まれ、常陸太守に任じられた。正平7年/観応3年（1352年）閏2月笛吹峠合戦で敗れた後は、遠江秋葉城の天野景顕を頼って遠江宮とも号した。ところが、正平14年/延文4年（1359年）4月今川範国に攻撃されて秋葉城が陥落したため、興良は景顕に奉じられて入京し、大叔父の二条為定の許に預けられた。やがて武家方に囚われて捕虜となり、天授3年/永和3年9月10日（1377年10月12日）病のため37歳で薨去したという。